# Снежная королева (аниме)
«Снежная королева» (яп. 雪の女王 ～THE SNOW QUEEN～ Юки но дзёо: дза суно: куи:н, The Snow Queen) — аниме Осаму Дэдзаки, основанное на одноимённой сказке Х. К. Андерсена. Премьера этого сериала состоялась в мае 2005 года на телеканале NHK. Дизайнер персонажей — Акио Сугино.

## Сюжет
Герда и Кай — соседи и лучшие друзья, живущие обыкновенной жизнью счастливых детей. Всё меняется, когда трескается зеркало Снежной королевы. Осколки распространяются по всему миру, и каждый из них несёт в себе зло. Если осколок попадает в глаз, он превращает сердце в лед. Один из осколков попадает в глаз Кая, после чего он начинает испытывать равнодушие к близким людям. Однажды ночью за ним приходит сама королева. Она сажает Кая в карету и увозит в ледяной замок, расположенный на крайнем севере.

## Роли озвучивают
- Аяко Кавасуми — Герда
- Маё Судзукадзэ — Снежная королева
- Рио Нацуки — Кай
- Дзюнко Мидори — Матильда
- Норико Хидака — Нина